# Brocken
Brocken (také Blocksberg) je nejvyšší hora v pohoří Harz ve středním Německu. Má kupolovitý tvar a je tvořena žulou. Ve vrcholové části se nachází meteorologická stanice, televizní vysílač, botanická zahrada (alpinarium) a konečná místní úzkorozchodné dráhy (Brockenbahn), která je nejvýše položenou železniční stanicí v Německu, kam vede normální a nikoli ozubnicová dráha. Železnice ročně přepraví 750 000 návštěvníků.
Brocken je nejvyšším vrcholem v severní části Německa. Po rovnoběžce směrem na východ se nejbližší tisícimetrová hora nachází až po třech tisících kilometrech na Uralu. Nejbližší vyšší horou je krušnohorský Fichtelberg.
Hora leží v Národním parku Harz. Roste zde místní poddruh koniklece alpinského Pulsatilla alpina subsp. alba a jestřábník Hieracium nigrescens. Na svazích se nacházejí četná kamenná moře.

## Brockenské strašidlo
S místním mlhovitým počasím se pojí fenomén Brockenského strašidla a mnoho místních legend o čarodějnicích. Ze zdejší německé mytologie čerpal ve Faustovi i Johann Wolfgang von Goethe, člen řádu bavorských Iluminátů, který sám na horu třikrát vystoupil. V roce 1824 horu navštívil Heinrich Heine a inspirovala ho k veršům: „Viele Steine, müde Beine, Aussicht keine, Heinrich Heine.“ („Hodně kamení, bolavé nohy, výhled žádný, Heinrich Heine“).

## Klima
Na Brockenu často panují extrémní povětrnostní podmínky. Vrchol se nachází nad hranicí lesa a klima na Brokenu odpovídá klimatu Islandu.
| Mlha                     | 306 dní v roce |
| Pokrytý sněhem           | 100 dní v roce |
| Teploty pod nulou        | 85 dní v roce  |
| Minimální zimní teplota  | −28 °C         |
| Průměrná roční teplota   | 2,9 °C         |
| Maximální rychlost větru | 263 km/h       |

## Historie
Během rozdělení Německa byla na Brockenu vzhledem k blízkosti státních hranic a dobré rádiové viditelnosti vybudována základna ministerstva státní bezpečnosti NDR, sloužící k odposlechům telefonních hovorů. Na stanici sídlila také 82. radiotechnická brigáda sovětské GRU, která z ní monitorovala pohyby vojsk na západoněmeckém území. Proto byla hora i s blízkou vesnicí Schierke nepřístupná veřejnosti od roku 1961 do 3. prosince 1989, kdy se uskutečnila velká demonstrace za otevření hranic. Poslední ruský rozvědčík opustil stanici 30. března 1994.
K této hoře se váže pověst o Valpuržině noci, kdy se zde konaly reje čarodějnic.

## Galerie

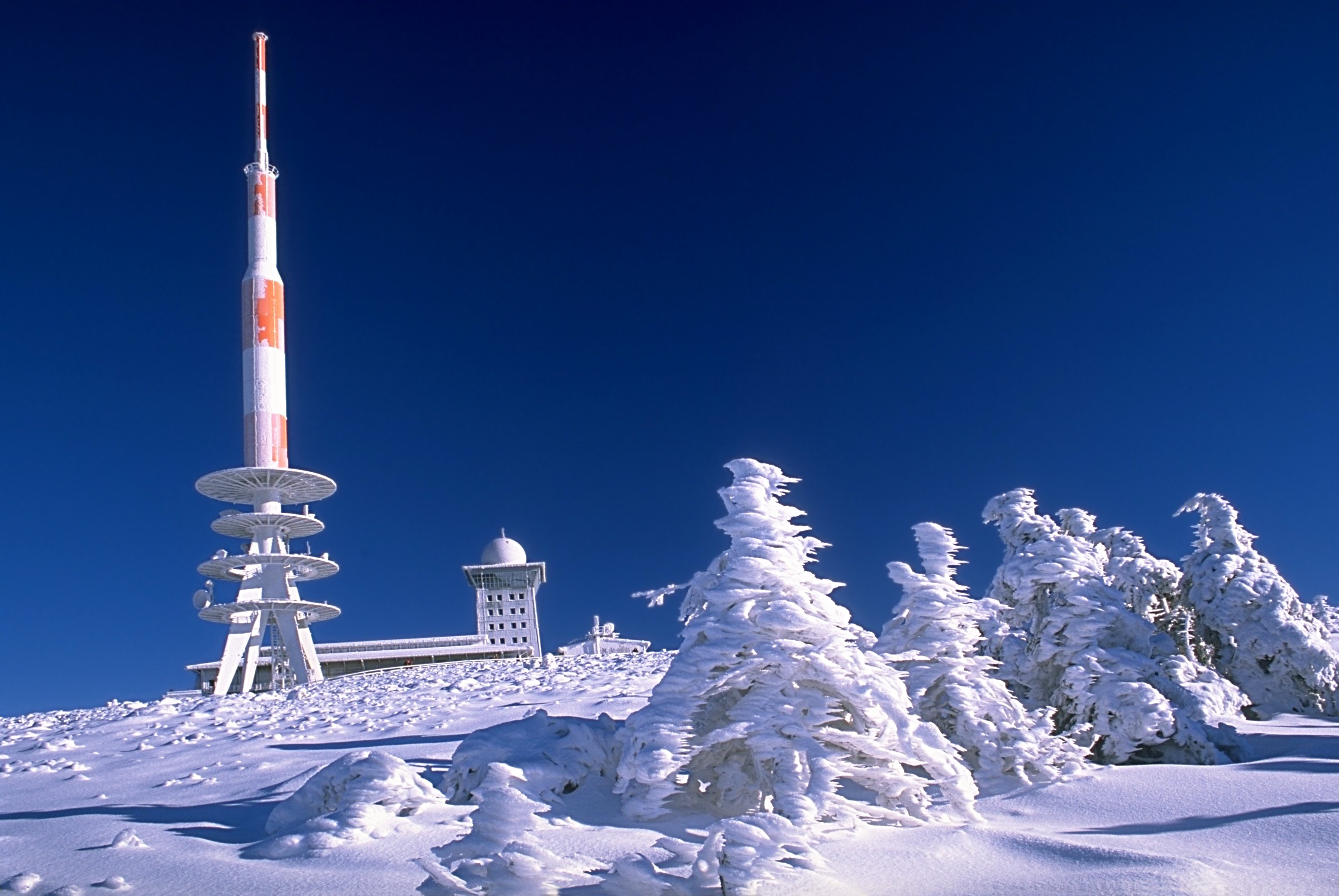
Vrchol hory v zimě
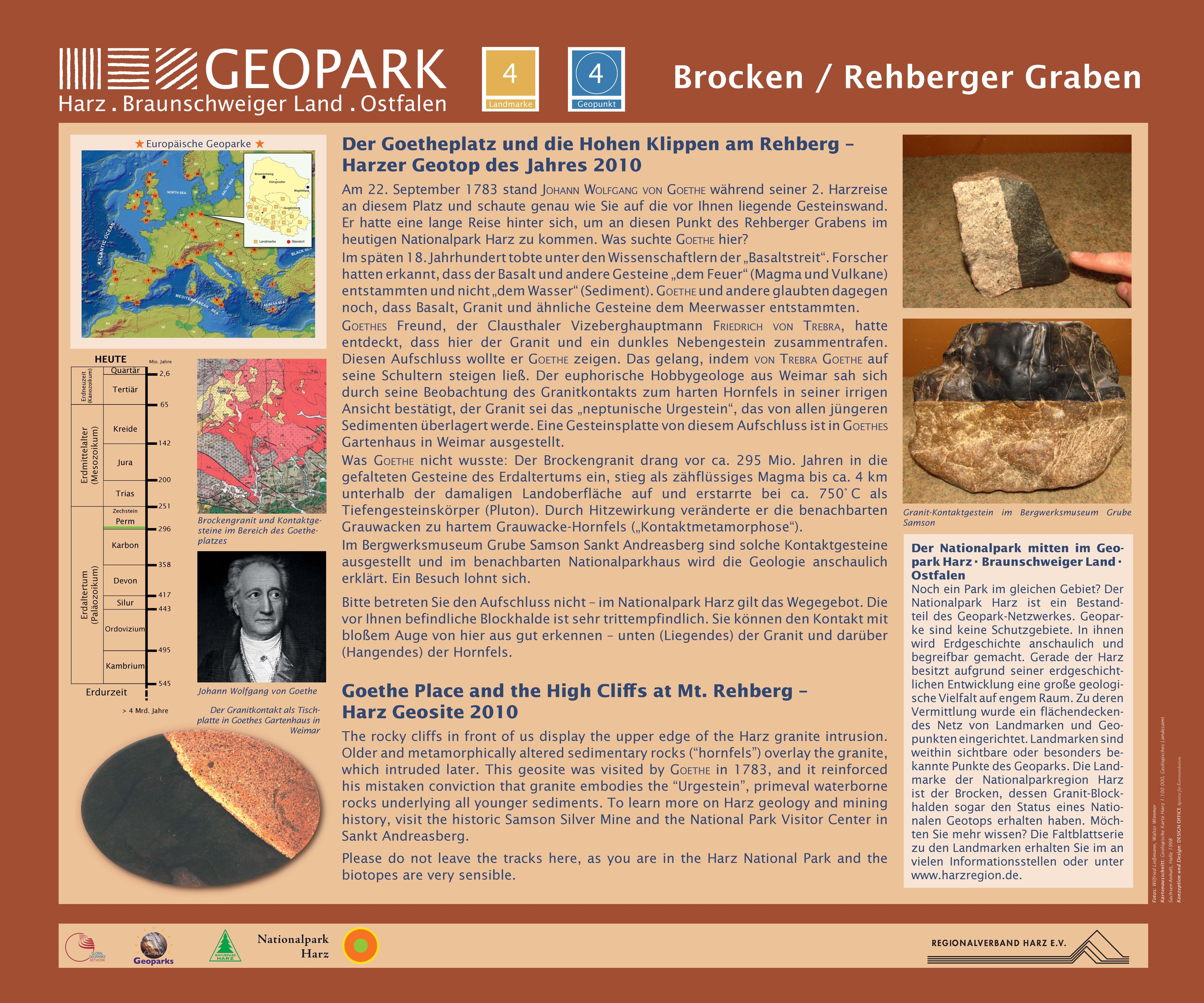
Informace o místním geoparku
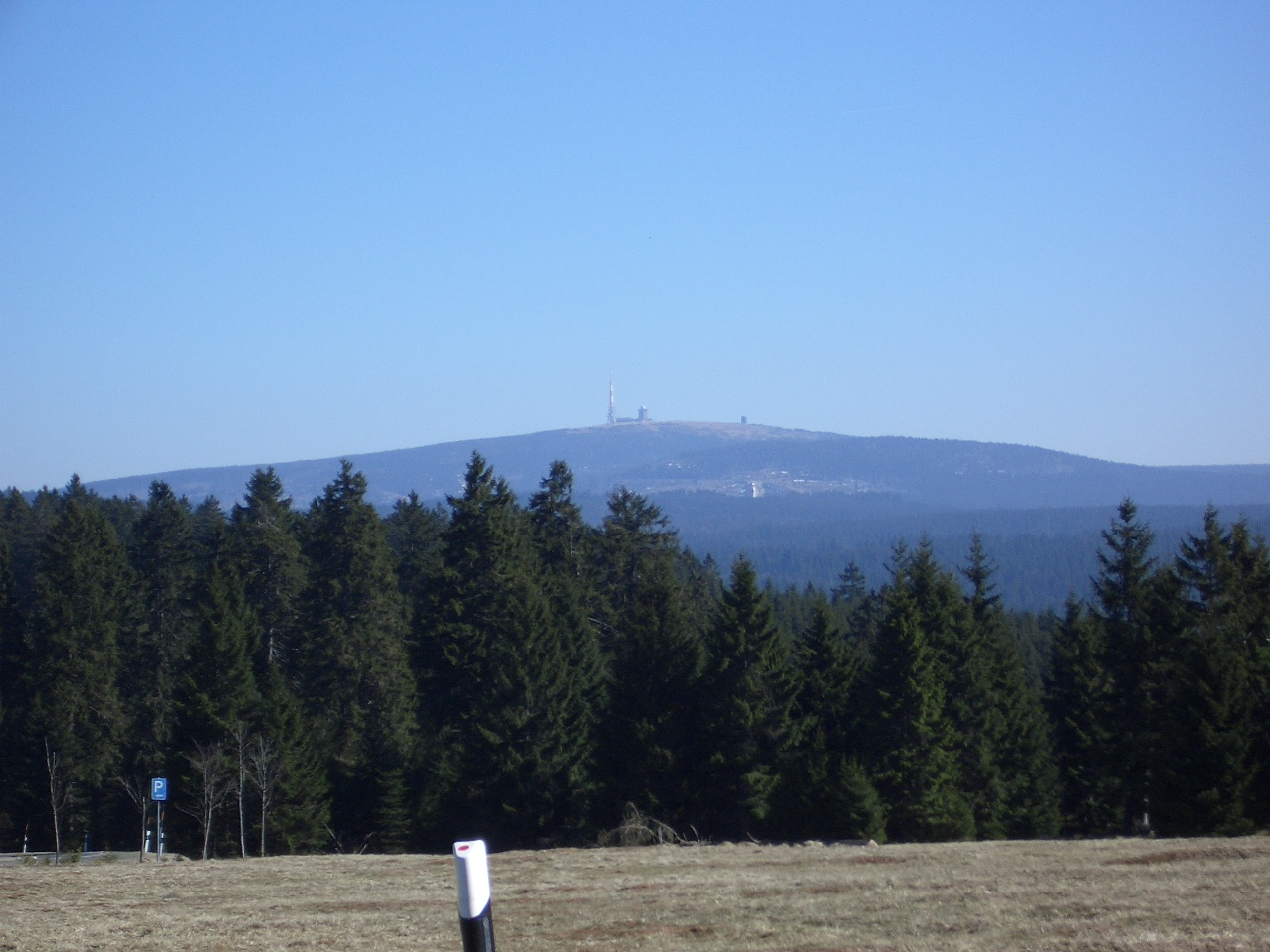
Pohled na vrch Brocken
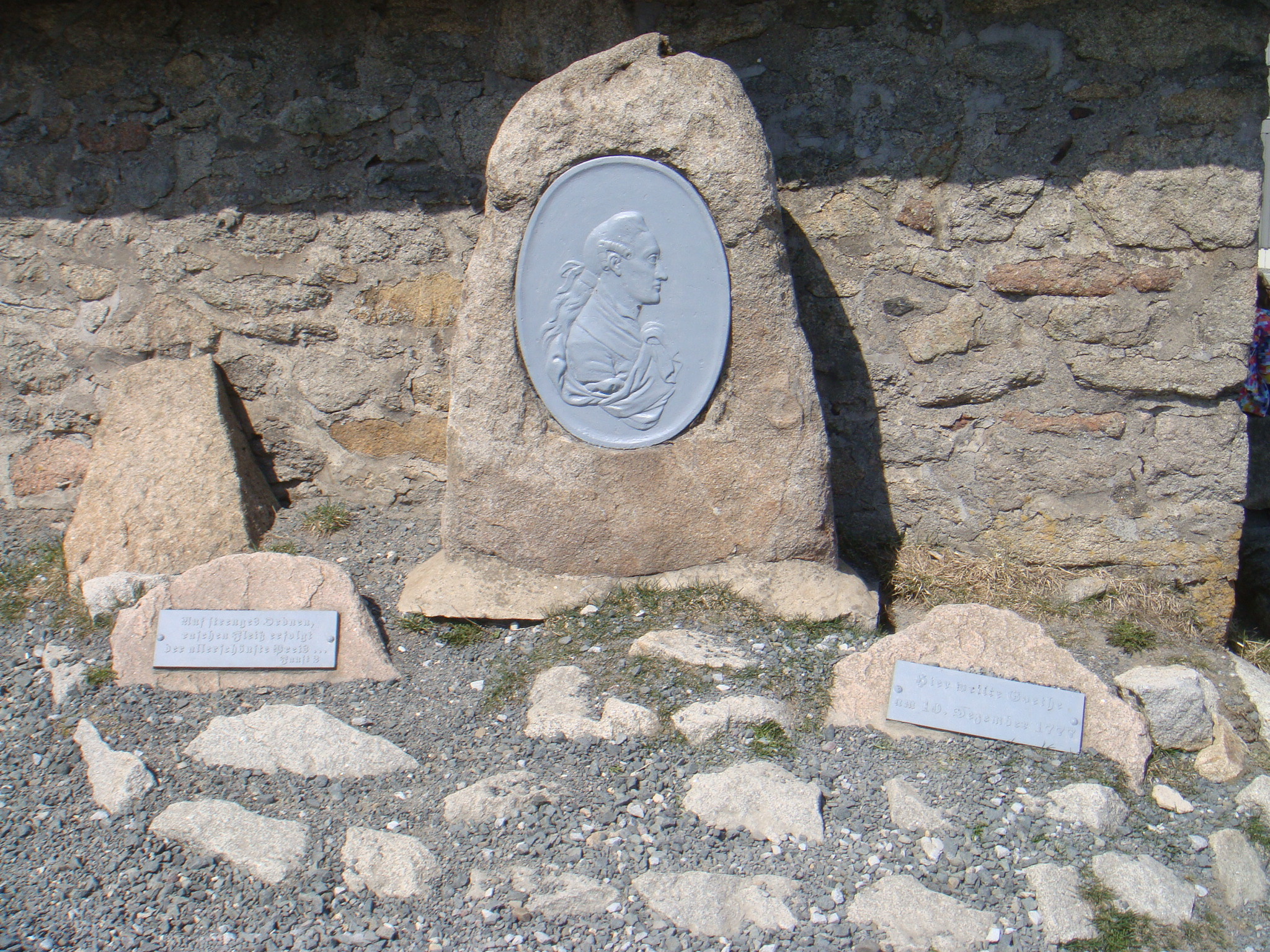
Památník Goethovy návštěvy v prosinci 1777
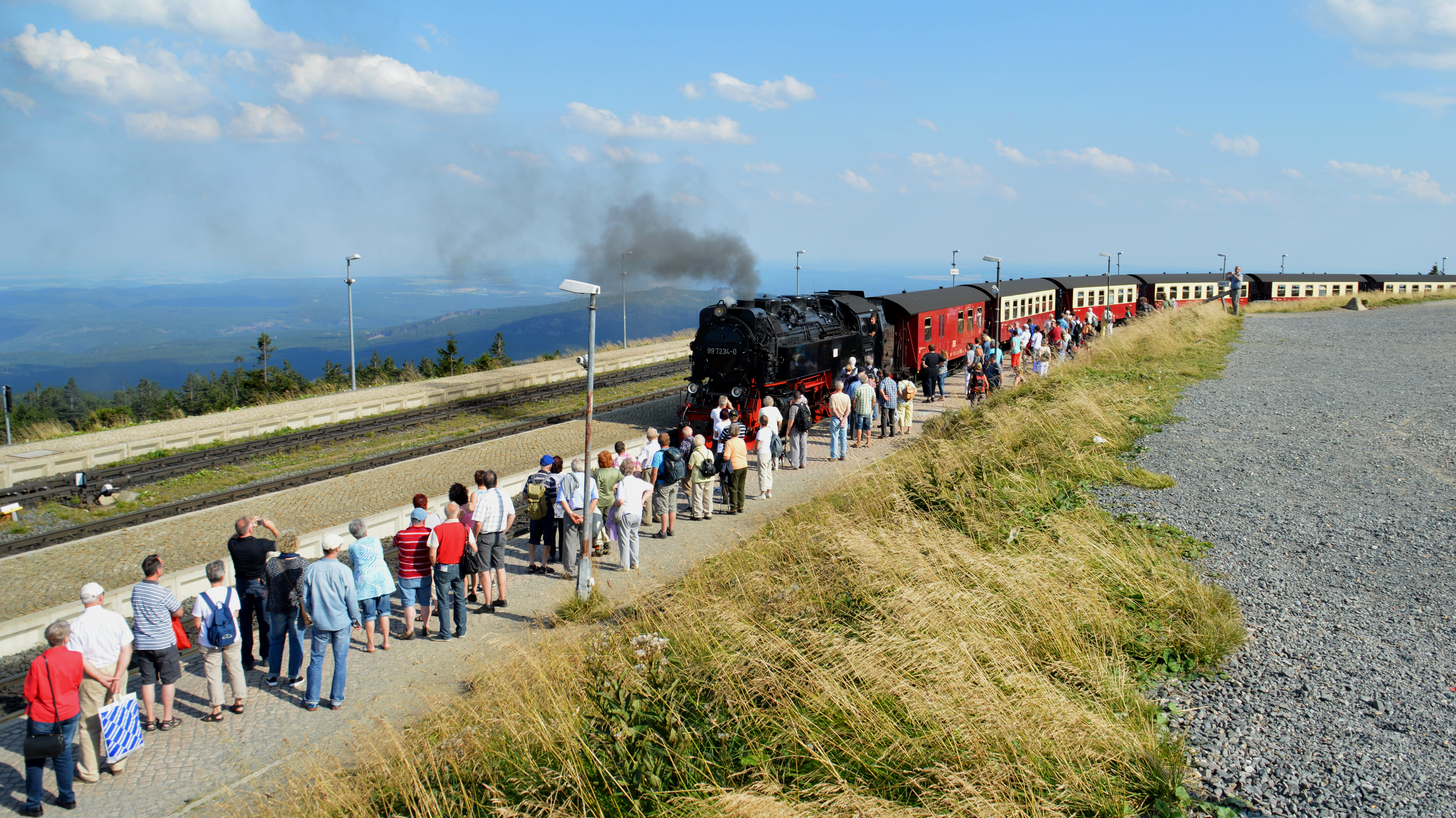
Příjezd vlaku do konečné stanice Brockenbahn